# Алмазов Олександр Маркович
Алмазов Олександр Маркович (5 червня 1912 — 21 вересня 1966) — український вчений-гідрохімік, доктор географічних наук, професор, завідувач відділу гідрохімії Інституту гідробіології НАН України, лауреат Державної премії (1972).

## Біографія
Народився 5 червня 1912  в Києві. У 1934 р.  закінчив Київський державний університет. У 1937 році закінчив аспірантуру кафедри фізичної хімії університету.
1937—1938 роки — доцент Херсонського педагогічного інституту. З 1938 року — в Інституті гідробіології НАН України — старший науковий співробітник. 1939 рік — кандидат хімічних наук. Учасник німецько-радянської війни, має нагороди.
Протягом 1953—1966 років — завідувач відділу гідрохімії. 1960 рік — доктор географічних наук.

## Наукова діяльність
Створив напрям у вивченні процесів формування гідрохімічного режиму гирлових областей річок у зв'язку з регулюванням річкового стоку. Брав участь у проектуванні низки водогосподарських об'єктів як спеціаліст з гідрохімічних прогнозів. Автор понад 60 наукових праць.
Лауреат Державної премії України в галузі науки і техніки 1972 року.

## Наукові праці
- Гидрохимическая характеристика низовых рек Днепра и Ингульца и прогноз режима Каховского водохранилища. — К., 1954.(в соавторстве)
- Гидрохимия устьевых областей рек. — К., 1962.
- Гидрохимия устьевой области Дуная. — К., 1963. (в соавторстве)